# 新常磐交通北営業所

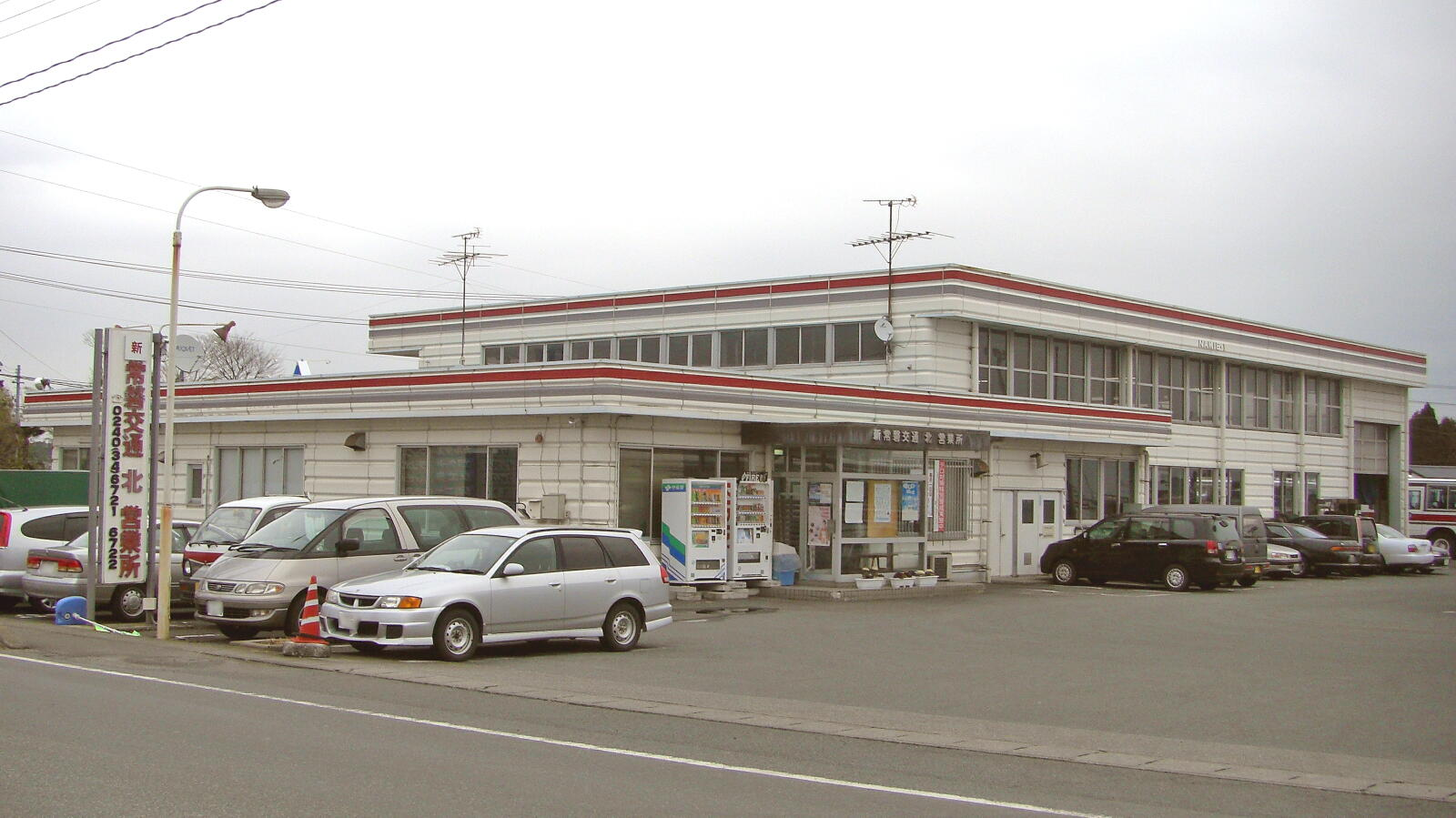
新常磐交通北営業所（2009年）

新常磐交通北営業所（しんじょうばんこうつうきたえいぎょうしょ）は、福島県双葉郡浪江町高瀬字堀内にある新常磐交通の営業所である。

## 概要
主に、双葉郡内、南相馬市原町区の路線を担当し、配下には富岡車庫・原町車庫がある。なお、高速バスいわき号の南相馬発着便も当営業所が担当している。1980年代に富岡営業所・浪江営業所・原町営業所を統合して誕生した。
しかし当営業所及び車庫は2011年3月11日の東北地方太平洋沖地震、およびこれにより発生した福島第一原子力発電所事故の警戒区域に含まれているため閉鎖され、担当路線もすべて運休となった。これにより、原町車庫所属の車両はいわき中央営業所に転籍、ナンバープレートはそのままで使用されている。
2017年4月1日、富岡町の避難指示が一部解除されたことに伴い、新しく（急行）いわき駅 - 富岡駅線、富岡町内循環が開設され、2018年4月には富岡駅 - 川内線、2021年4月には富岡駅 - FH2R（福島水素エネルギー研究フィールド）線の運行が開始されたが、それ以外の相双地区の全路線は2021年4月1日時点でも運休中である。

## 沿革
- 1949年（昭和24年）12月15日 - 富岡出張所開設。
- 1951年（昭和26年）9月10日 - 原町出張所開設。
- 1957年（昭和32年）8月23日 - 小高営業所開設。
- 1960年（昭和35年）5月3日 - 原町出張所が営業所に昇格。
- （時期不明） - 浪江営業所開設・富岡出張所が営業所に昇格。
- （時期不明） - 浪江・富岡・原町の3営業所を統合して北営業所が発足。旧富岡・原町営業所はそれぞれ車庫として存続。
- 2011年（平成23年）3月11日 - 東日本大震災の影響により、営業所が操業不能に陥る。
- 2018年（平成30年）4月1日 - 富岡車庫が営業を再開。
- 2021年（令和3年）4月1日 - 北営業所敷地が浪江 - FH2R線の待機場として使用再開。

## 所管系統

### 現在運行している路線
一部はいわき中央営業所が担当している。
- (41)（急行）いわき駅 - 五色町 - 神谷住宅口 - 国道草野 - 仁井田浦口 - 東二丁目 - 波立薬師 - 久之浜駐在所 - 広野町役場 - 道の駅ならは - 楢葉町役場 - 月の下 - さくらモール・診療所前 - 曲田住宅 - 富岡駅前（上記停留所以外は通過）
  - 急行運転のため、記載の停留所以外には停車しない。
  - 平日4往復・土曜日3往復の運行で、日祝日は全便運休となる。
- (42)富岡駅前 → 曲田住宅 → さくらモール・診療所前 → 富岡町役場 → 富岡郵便局 → 富岡上町 → さくらモール・診療所前 → 曲田住宅 → 富岡駅前・富岡町内循環
  - 平日・土曜日とも6往復の運行で、日祝日は全便運休となる。
- (43)富岡駅前 - 曲田住宅 - さくらモール・診療所前 - 富岡町役場 - 二小前 - 夜ノ森駅西口 - 上手岡 - ゆふね - 役場・かわうちの湯 - 車庫前[3]
  - 2018年4月から運行を開始した。ルートの大半は下記の富岡駅前－小塚線と同じだが、運行開始当初は夜ノ森駅周辺が帰還困難区域となっていたため、その部分を経由しないルートで運行されていた。
  - 夜ノ森駅周辺が避難指示区域から解除されたこと・2020年3月14日に常磐線が全線で運転を再開したことに伴い、2020年4月1日のダイヤ改正より夜ノ森駅周辺を大回りするルートに変更されたが、富岡駅前－小塚線の運行時とは違ってバスは夜ノ森駅西口に停車するようになった。
  - 平日のみ1日3往復の運行で、土休日は全便運休となる。
- (46)浪江町役場 - 浪江駅前 - 道の駅なみえ - 浪江滑走路 - FH2R
- (47)富岡駅前 - 富岡町役場 - 大熊町役場 - 大野駅前 - 双葉駅前 - 浪江町役場前 - 浪江駅前 - 道の駅なみえ - 浪江滑走路 - FH2R
  - 2021年4月から運行を開始した[4]。全線運行される（47）と浪江町役場 - FH2R間の区間便に相当する（46）がそれぞれ1日4往復運行される。全便土休日運休。

### 運休中の路線
富岡車庫担当
- 富岡駅前 - 富岡高校
- 富岡車庫 → 門口 → 富岡駅前
- 上平 - 上手岡 - 夜の森入口 - 門口 - 富岡駅前[5]
- 堀込 - 赤坂 - 富岡町役場 - 富岡駅前 - 門口 - 富岡車庫[6]
- 小塚 - 密綿 - 車庫前 - 川内役場 - 田の入 - 上手岡 - 夜の森駅前 - 二小前 - 富岡仲町 - 富岡駅前[7]
- 車庫前 - 川内役場 - 田の入 - 上手岡 - 夜の森駅前 - 門口 - 富岡駅前[7]

原町車庫担当
一般路線として運行
- 原町駅前 → 北萱浜 → 大甕 → 小浜 → 戸屋入口 → 堤谷 → 大甕 → 原町駅前・原町大甕循環
- 大甕 → 小浜 → 戸屋入口 → 堤谷 → 大甕 → 原町駅前
- 原町駅前 → 北萱浜 → 大甕 → 小浜 → 戸屋入口 → 堤谷 → 大甕
- 滝 - ひばり生涯学習センター - 栄町二丁目 - 原町駅前

南相馬市民号として運行
元は福島交通（原町営業所）が運行していたものだったが、2006年4月に移管された。運賃は全区間200円均一。
- 高倉公会堂 - 大木戸 - 原高前 - 農高前 - 原町駅前[8]
- 下渋佐 - 上渋佐 - 原町駅東口 - 市役所入口 - 原町駅前[9]
- 牛島 - 北泉 - 市立病院前 - 原町駅前[10]
- 原町駅前 → 小川町 → 上北公会堂 → 高平小学校 → 市立病院前 → 原町駅前
  - 高平小学校止まりの便もあった。

北営業所担当
全路線双葉町民バスとして運行されていた。
- 厚生病院 - 双葉駅入口 - 上羽鳥 - 寺沢 - 鴻草 - 鴻草住宅団地
- 厚生病院 - 双高前 - 橋向 - 石熊 - 山神前

### 高速バス
- いわき号（東京 - いわき・富岡線を担当）
  - 2019年6月ダイヤ改正によって、運行を開始した。震災前に運行されていた、東京ー南相馬線とはルートが異なる。

### 契約貸切輸送
- 東京電力福島第一原子力発電所、福島第二原子力発電所の通勤バスおよび構内巡回バスの運行を受託していた。

## 廃止路線
- 原町駅 - 旧道 - 小高駅 - 浪江駅
- 原町駅 - 新道 - 小高駅
- 原町駅 - 萱浜 - 堤谷 - 小高駅
- 上江 - 小沢
- 原町駅 - 原高前 - 滝 - 横川
- 小高駅 - 塚原
- 小高駅 - 村上 - 浦尻 - 浪江駅
- 小高駅 - 金谷 - 浪江駅
- 富岡 - 堀込 - 大野駅
- 富岡駅 - 旧道-  広野駅
- 富岡駅 - 旧道-  浪江駅
- 富岡駅 - 旧道・新道 - 平駅（現いわき駅）

## 車両
- 前述のように東京電力福島第一・第二原子力発電所の通勤バスおよび構内巡回バスの運行を受託していたことから、これらと共用される貸切兼用車が大半を占めていた。
- 北営業所所属車のナンバーはいわき・福島と2種類存在していた。これは北営業所・富岡車庫のある浪江町・富岡町がいわきナンバー、原町車庫のある南相馬市が福島ナンバーと分かれるためである。
- 北営業所所属の車両はバスカードリーダがないため、バスカードの利用ができない（いわき中央営業所所属の車両は全て利用できる）